# Dýka a kříž

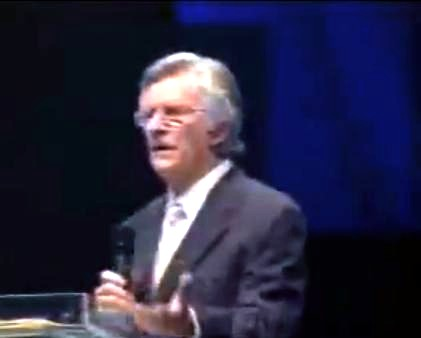
David Wilkerson

Dýka a kříž (v originále anglicky The Cross and the Switchblade) je americká kniha z roku 1962, kterou napsal americký kazatel David Wilkerson ve spolupráci s Johnem a Elizabeth Sherillovými, kterou se rozhodl napsat o svém křesťanském působení v New Yorku. Dílo popisuje méně než pět let života autora. Jedná se o dynamický epický příběh, který se dostal do obecného povědomí.

## Příběh
Kniha, vydaná nakladatelstvím Křesťanský život byla napsána podle reálných předloh na ulicích u v polovině dvacátého století a vyšla pět let od reálných událostí. Problémy mladistvých členů pouličních gangů zde řeší přijetím křesťanství. David Wilkerson vystupuje, jako charismatický duchovní s cílem jim pomoci najít si správnou cestu k Bohu.